# Billy Elliot (film)
A Billy Elliot egy 2000-es brit zenés filmdráma, amit Stephen Daldry rendezett. A film főszerepében Jamie Bell, Julie Walters és Gary Lewis. A film premierjét a 2000-es cannes-i filmfesztiválon mutatták be május 19-én, majd szeptember 29-től kezdték vetíteni a mozikban. Magyarországon 2001. február 22-től volt megtekinthető.
A produkciót több díjra is jelölték, köztük Oscar- és Golden Globe-díjra. Három BAFTA-díjat zsebelt be összesen, köztük a legjobb brit filmért, férfi főszereplőért és női mellékszereplőért járóakat.
A Billy Elliotot később színpadra is adaptálták, és musicalként népszerűsítették tovább az Egyesült Királyságban Elton John zeneszerzésében.

## Cselekmény
1984-ben járunk, Billy Elliot imád táncolni, és azt reméli, hogy hivatásos balett-táncos lesz. Billy özvegy édesapjával, Jackie-vel és idősebb bátyjával, Tonyval él, akik mindketten sztrájkoló bányászok (utóbbi a szakszervezet küldöttje). Velük él nagymamája, aki Alzheimer-kórban szenved, és egykor hivatásos táncos akart lenni.
Billyt apja edzőterembe küldi, hogy megtanuljon bokszolni, de Billy nem kedveli a sportot. Véletlenül meglát egy balettórát, amely a tornatermet használja, miközben a szokásos alagsori stúdiójukat átmenetileg a sztrájkoló bányászok ingyenkonyhájaként használják. Jackie tudta nélkül Billy csatlakozik a balettórához. Amikor Jackie ezt megtiltja Billynek, a fiú titokban folytatja az órákat tánctanára, Sandra Wilkinson segítségével.
Sandra úgy véli, hogy Billy elég tehetséges ahhoz, hogy a londoni Királyi Balettiskolában tanuljon, de mivel Tony-t letartóztatják a rendőrség és a sztrájkoló bányászok közötti összecsapás során, Billy lemarad a meghallgatásról. Sandra bevallja Jackie-nek az elszalasztott lehetőséget, de attól tartva, hogy Billyt melegnek fogják tartani, Jackie és Tony is felháborodik azon, hogy Billyből hivatásos balett-táncos lesz.
Karácsonykor Billy megtudja, hogy legjobb barátja, Michael meleg, és Billy támogatja barátját. Később Jackie rajtakapja Billyt és Michaelt a tornateremben táncolni, és mivel látja, hogy fia valóban tehetséges, elhatározza, hogy mindent megtesz, hogy segítsen Billynek megvalósítani az álmát. Sandra megpróbálja meggyőzni Jackie-t, hogy hagyja, hogy ő fizesse a meghallgatást, de a férfi azt válaszolja, hogy Billy az ő fia, és nincs szüksége alamizsnára. Jackie megpróbálja megszakítani a sztrájkot és visszamenni dolgozni, hogy kifizesse a londoni utat, de Tony megállítja. Ehelyett a bányásztársai és a környékbeliek összegyűjtenek némi pénzt, és Jackie zálogba adja Billy édesanyjának ékszereit, hogy fedezze a költségeket.
Bár nagyon ideges, Billy jól teljesít. A meghallgatáson csalódottságában megüt egy másik fiút, és attól fél, hogy elrontotta az esélyeit. A vizsgabizottság megdorgálja, és amikor megkérdezik tőle, milyen érzés táncolni, nehezen találja a szavakat. Azt mondja, hogy "olyan, mint az elektromosság". A látszólag elutasított Billy hazatér az apjával. Valamivel később a Királyi Balettiskola - a bányászsztrájk végével egy időben - felvételi levelet küld neki, és Billy elhagyja otthonát, hogy Londonban tanuljon.
1998-ban a 25 éves Billy hattyúként lép fel Matthew Bourne Hattyúk tava című előadásában, Jackie, Tony és Michael pedig a nézőtérről nézi.

## Szereplők
| Szerep                      | Színész          | Magyar hangja      | Magyar hangja      |
| Szerep                      | Színész          | 1. magyar szinkron | 2. magyar szinkron |
| --------------------------- | ---------------- | ------------------ | ------------------ |
| Billy                       | Jamie Bell       | Stukovszky Tamás   | Morvay Gábor       |
| apa                         | Gary Lewis       | Nagy Gábor         | Epres Attila       |
| Mrs Wilkinson               | Julie Walters    | Náray Erika        | Andresz Kati       |
| Tony                        | Jamie Draven     | Holl Nándor        | Hevér Gábor        |
| Michael                     | Stuart Wells     | n.a                | Baradlay Viktor    |
| George Watson               | Mike Elliot      | Jászai László      | Besenczi Árpád     |
| Debbie                      | Nicola Blackwell | n.a                | Talmács Márta      |
| nagymama                    | Jean Heywood     | n.a                | Gyimesi Pálma      |
| igazgató a balettintézetben | Patrick Malahide | Szokolay Ottó      | Bardóczy Attila    |
| Mr Wilkinson                | Colin MacLachlan | Verebély Iván      | Kardos Gábor       |

További magyar hangok: Gacsal Ádám, Lamboni Anna, Várnagy Katalin, Bauer Eszter, Fehér Péter, Hegedüs Miklós, Kajtár Róbert, Kántor Kitty, Kisfalusi Lehel, Kiss László, Kiss Sydney Olimpia, Koffler Gizella, Maday Gábor, Szabó Máté, Szakács Szandra, Szűcs Balázs, Téglás Judit, Ungvári Gergely, Ungvári Zsófi

## Fogadtatás
A film kitűnő kritikát kapott. A Rotten Tomatoeson 85%-os minősítést kapott 119 értékelés alapján, az összefoglaló szerint: „A Billy Elliot egy bájos film, amely nevetést és könnyeket egyaránt képes előidézni.” „Ez egy olyan nyers szelete a menekülésnek, amilyet csak kívánni lehet”, írta Charlotte O’Sullivan az Independenttől. Michael O’Sullivan a The Washington Posttól úgy vélte: „Valójában sok minden történik ebben a kis filmben, és az elsőfilmes rendező, Stephen Daldry [...] mindezt ügyesen kezeli.” Roger Ebert azt írta: „Julie Walters ... temperamentumos és színes a balett-tanárnőként, Gary Lewis pedig valahogy meggyőző az apukaként, még akkor is, amikor a forgatókönyv szerint nagy helyváltoztatásokra van szüksége a képernyőn kívül.”
A MetaCriticen 74 pontot ért el 34 vélemény alapján. Shawn Levy a The Oregoniantól azt írta: „Kitűnő, eksztatikus film, nyers jellemrajzokban és cselekményvezetésben, igen, de rendkívüli az elragadó képességében és a nehezen kiérdemelt szentimentalizmusában.” „A legjobb az egészben, hogy Billy (Jamie Bell) egy ritkaság egy Hollywood által forgalmazott filmben: egy igazi fiú, aki 11 évesen szinte mindenben összezavarodott”, vélte Lawrence Toppman a The Charlotte Observertől.
A Billy Elliot kasszasiker lett a mozikban. A Box Office Mojo szerint az 5 millió dolláros költségvetésre összesen 105 millió dolláros bevétel folyt be.

## Zene
| Billy Elliot eredeti filmzene | Billy Elliot eredeti filmzene | Billy Elliot eredeti filmzene | Billy Elliot eredeti filmzene     | Billy Elliot eredeti filmzene | Billy Elliot eredeti filmzene | Billy Elliot eredeti filmzene | Billy Elliot eredeti filmzene | Billy Elliot eredeti filmzene | Billy Elliot eredeti filmzene |
|                               | Cím                           | Szerző(k)                     | Előadó(k)                         | Hossz                         |                               |                               |                               |                               |                               |
| ----------------------------- | ----------------------------- | ----------------------------- | --------------------------------- | ----------------------------- | ----------------------------- | ----------------------------- | ----------------------------- | ----------------------------- | ----------------------------- |
| 1.                            | "Cosmic Dancer"               | Marc Bolan                    | T. Rex                            | 4:28                          |                               |                               |                               |                               |                               |
| 2.                            | "Boys Play Football"          |                               | Jamie Bell · Gary Lewis           | 4:24                          |                               |                               |                               |                               |                               |
| 3.                            | "Bang a Gong (Get It On)"     | Bolan                         | T. Rex                            | 4:24                          |                               |                               |                               |                               |                               |
| 4.                            | "Mother's Letter"             |                               | Bell · Julie Walters              | 0:39                          |                               |                               |                               |                               |                               |
| 5.                            | "I Believe"                   | Wayne Hector · Steve Mac      | Stephen Gately                    | 3:27                          |                               |                               |                               |                               |                               |
| 6.                            | "Town Called Malice"          | Paul Weller                   | The Jam                           | 2:53                          |                               |                               |                               |                               |                               |
| 7.                            | "The Sun Will Come Out"       |                               | Bell · Nicola Blackwell · Walters | 0:50                          |                               |                               |                               |                               |                               |
| 8.                            | "I Love to Boogie"            | Bolan                         | T. Rex                            | 2:11                          |                               |                               |                               |                               |                               |
| 9.                            | "Burning Up"                  |                               | Eagle-Eye Cherry                  | 4:14                          |                               |                               |                               |                               |                               |
| 10.                           | "Royal Ballet School"         |                               | Bell · Walters                    | 1:11                          |                               |                               |                               |                               |                               |
| 11.                           | "London Calling"              | Mick Jones · Joe Strummer     | The Clash                         | 3:20                          |                               |                               |                               |                               |                               |
| 12.                           | "Children of the Revolution"  | Bolan                         | T. Rex                            | 4:44                          |                               |                               |                               |                               |                               |
| 13.                           | "Audition Panel"              |                               | Bell · Barbara Leigh Hunt         | 0:33                          |                               |                               |                               |                               |                               |
| 14.                           | Shout to the Top!             | Paul Weller                   | The Style Council                 | 4:14                          |                               |                               |                               |                               |                               |
| 15.                           | Walls Come Tumbling Down!     | Weller                        | The Style Council                 | 3:21                          |                               |                               |                               |                               |                               |
| 16.                           | "Ride a White Swan"           | Bolan                         | T. Rex                            | 2:14                          |                               |                               |                               |                               |                               |
| 17.                           | "Cosmic Dancer (Reprise)"     | Bolan                         | T. Rex                            | 4:27                          |                               |                               |                               |                               |                               |
| 51:34                         |                               |                               |                                   |                               |                               |                               |                               |                               |                               |

## Fontosabb díjak és jelölések
| Esemény                         | Díj                     | Kategória                                             | Eredmény |
| ------------------------------- | ----------------------- | ----------------------------------------------------- | -------- |
| 54. BAFTA-gála                  | BAFTA-díj               | Legjobb film                                          | Jelölve  |
| 54. BAFTA-gála                  | BAFTA-díj               | Legjobb brit film                                     | Elnyerte |
| 54. BAFTA-gála                  | BAFTA-díj               | Legjobb elsőfilmes rendező                            | Jelölve  |
| 54. BAFTA-gála                  | BAFTA-díj               | Legjobb elsőfilmes forgatókönyvíró                    | Jelölve  |
| 54. BAFTA-gála                  | BAFTA-díj               | Legjobb rendező                                       | Jelölve  |
| 54. BAFTA-gála                  | BAFTA-díj               | Legjobb eredeti forgatókönyv                          | Jelölve  |
| 54. BAFTA-gála                  | BAFTA-díj               | Legjobb férfi főszereplő: Jamie Bell                  | Elnyerte |
| 54. BAFTA-gála                  | BAFTA-díj               | Legjobb női mellékszereplő: Julie Walters             | Elnyerte |
| 54. BAFTA-gála                  | BAFTA-díj               | Legjobb férfi mellékszereplő: Gary Lewis              | Jelölve  |
| 54. BAFTA-gála                  | BAFTA-díj               | Legjobb filmzene                                      | Jelölve  |
| 54. BAFTA-gála                  | BAFTA-díj               | Legjobb operatőr                                      | Jelölve  |
| 54. BAFTA-gála                  | BAFTA-díj               | Legjobb vágás                                         | Jelölve  |
| 54. BAFTA-gála                  | BAFTA-díj               | Legjobb hangkeverés                                   | Jelölve  |
| 2000-es cannes-i filmfesztivál  | Arany Kamera            | Arany Kamera                                          | Jelölve  |
| 2000-es cannes-i filmfesztivál  | CICAE-díj               | CICAE-díj                                             | Jelölve  |
| César-díjak 2001                | César-díj               | Legjobb külföldi film                                 | Jelölve  |
| 2000-es David di Donatello-gála | David di Donatello-díj  | Legjobb külföldi film                                 | Jelölve  |
| Európai Filmdíjak 2000          | Európai Filmdíj         | Legjobb film                                          | Jelölve  |
| Európai Filmdíjak 2000          | Európai Filmdíj         | Legjobb színész: Jamie Bell                           | Jelölve  |
| Európai Filmdíjak 2000          | Európai Filmdíj         | Legjobb színésznő: Julie Walters                      | Jelölve  |
| 58. Golden Globe-gála           | Golden Globe-díj        | Legjobb filmdráma                                     | Jelölve  |
| 58. Golden Globe-gála           | Golden Globe-díj        | Legjobb női mellékszereplő: Julie Walters             | Jelölve  |
| 2002-es Goya-díjátadó           | Goya-díj                | Legjobb európai film                                  | Jelölve  |
| 73. Oscar-gála                  | Oscar-díj               | Legjobb női mellékszereplő: Julie Walters             | Jelölve  |
| 73. Oscar-gála                  | Oscar-díj               | Legjobb rendező                                       | Jelölve  |
| 73. Oscar-gála                  | Oscar-díj               | Legjobb eredeti forgatókönyv                          | Jelölve  |
| 7. Screen Actors Guild-gála     | Screen Actors Guild-díj | Legjobb szereplőgárda (mozifilm)                      | Jelölve  |
| 7. Screen Actors Guild-gála     | Screen Actors Guild-díj | legjobb férfi főszereplő (mozifilm): Jamie Bell       | Jelölve  |
| 7. Screen Actors Guild-gála     | Screen Actors Guild-díj | Legjobb női mellékszereplő: Julie Walters             | Jelölve  |
| 2000-es Young Artist-díjátadó   | Young Artist Award      | Legjobb nemzetközi családi film                       | Elnyerte |
| 2000-es Young Artist-díjátadó   | Young Artist Award      | Legjobb fiatal színész nemzetközi filmben: Jamie Bell | Elnyerte |